# Aeroporto Internazionale di Hargheisa
L'aeroporto internazionale "Hargheisa Egal" (IATA: HGA, ICAO: HCMH) di Hargheisa è il principale scalo della Somalia.